# Jan van Elseracq

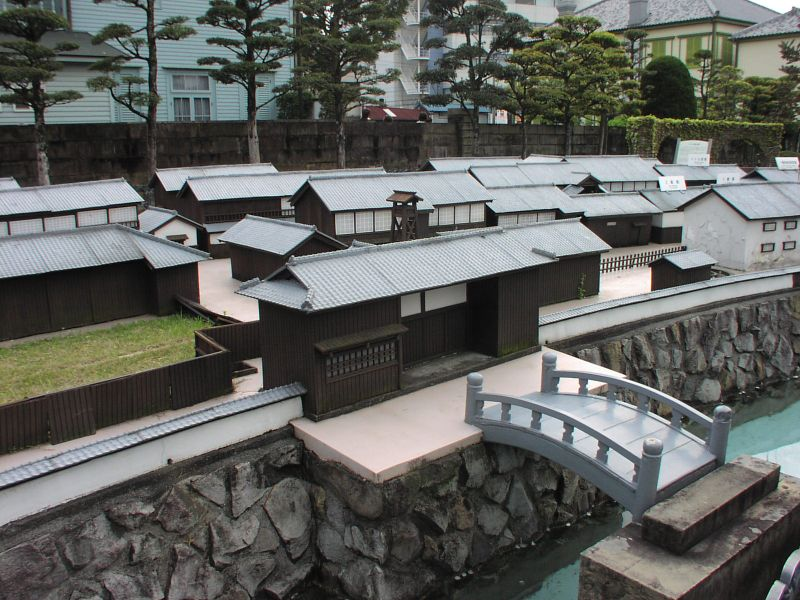
Desjima

Johan van Elseracq of Elzerach was Opperhoofd in Desjima namens de VOC tussen 1 november 1641 en 28 oktober 1642. Vervolgens was hij Raad van Justitie in Batavia en van 8 september 1643 tot 14 november 1644 opnieuw opperhoofd. Hij heeft in totaal acht jaar op het eiland gewoond, waarschijnlijk eerst als onder- en opperkoopman.
Vanaf 1641 waren ongeveer twintig Nederlanders op het eiland woonachtig: vier opperkooplieden, een koopman, drie onderkooplieden, een chirurg, Jan van Riebeeck, een aantal assistenten en jongens in opleiding. De Nederlanders hadden de plicht jaarlijks de keizer in Edo te bezoeken en Spaanse of Portugese schepen aan te vallen. De datum van het vertrek en bezoek aan de keizer was bepaald volgens de Japanse kalender. Van Elseracq kreeg te maken met nieuwe beperkende handelsvoorwaarden. Een diplomatieke oplossing van de Nambu-affaire was een van de zaken waar Van Elseracq zich mee bezig moest houden.
Elseracq en Pieter Anthoniesz. Overtwater, het vorige opperhoofd dat nog niet vertrokken was, reisden naar de shogun Tokugawa Iemitsu, waar nog steeds tien Nederlanders gevangen zaten. In Edo mochten ze niemand spreken of bezoeken. Het logement leek wel een gevangenis.

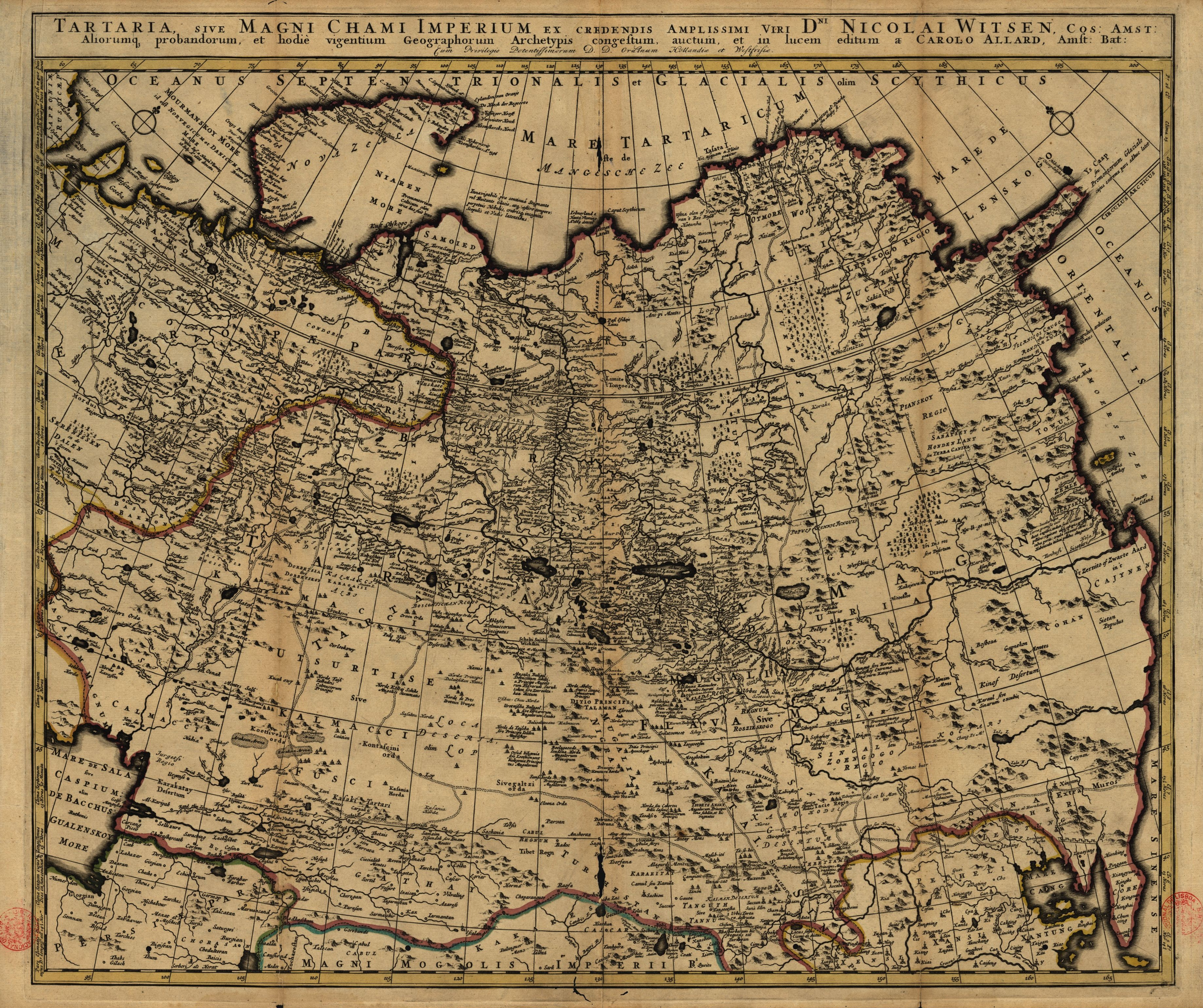
Kaart van Tartaria door Nicolaes Witsen uit 1705

Elseracq werd ondervraagd op het kasteel en had een persoonlijk onderhoud met de shogun (door de Nederlanders keizer genoemd). Als hij een ander verhaal vertelde dan de tien gevangen genomen Nederlanders van de Breskens zouden die vermoord worden en was het met de handel op Japan afgelopen. Hij verzweeg dat ze op zoek waren naar de Goud- en Zilvereilanden en verklaarde dat de expeditie van de Breskens was bedoeld om de handel op Tartarije uit te breiden.

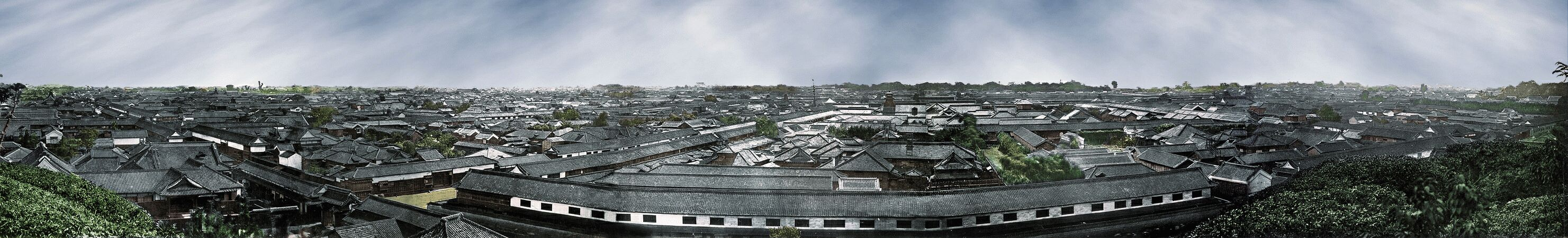
Edo, 1865 or 1866. Photochrom print. Five albumen prints joined to form a panorama. Photographer: Felice Beato

De Japanners zagen hun vergissing in en draaiden bij. Er werden nieuwe regels opgesteld, de Nederlanders mochten blijven, maar kanonnen afschieten voor de kust zonder zich te identificeren was er niet bij. Als de Nederlanders ooit ergens zouden vernemen dat er katholieken naar Japan werden gestuurd, moesten ze dat melden. De Japanners waren tevreden dat de Republiek weer tot de tegenstanders van Portugal behoorde.

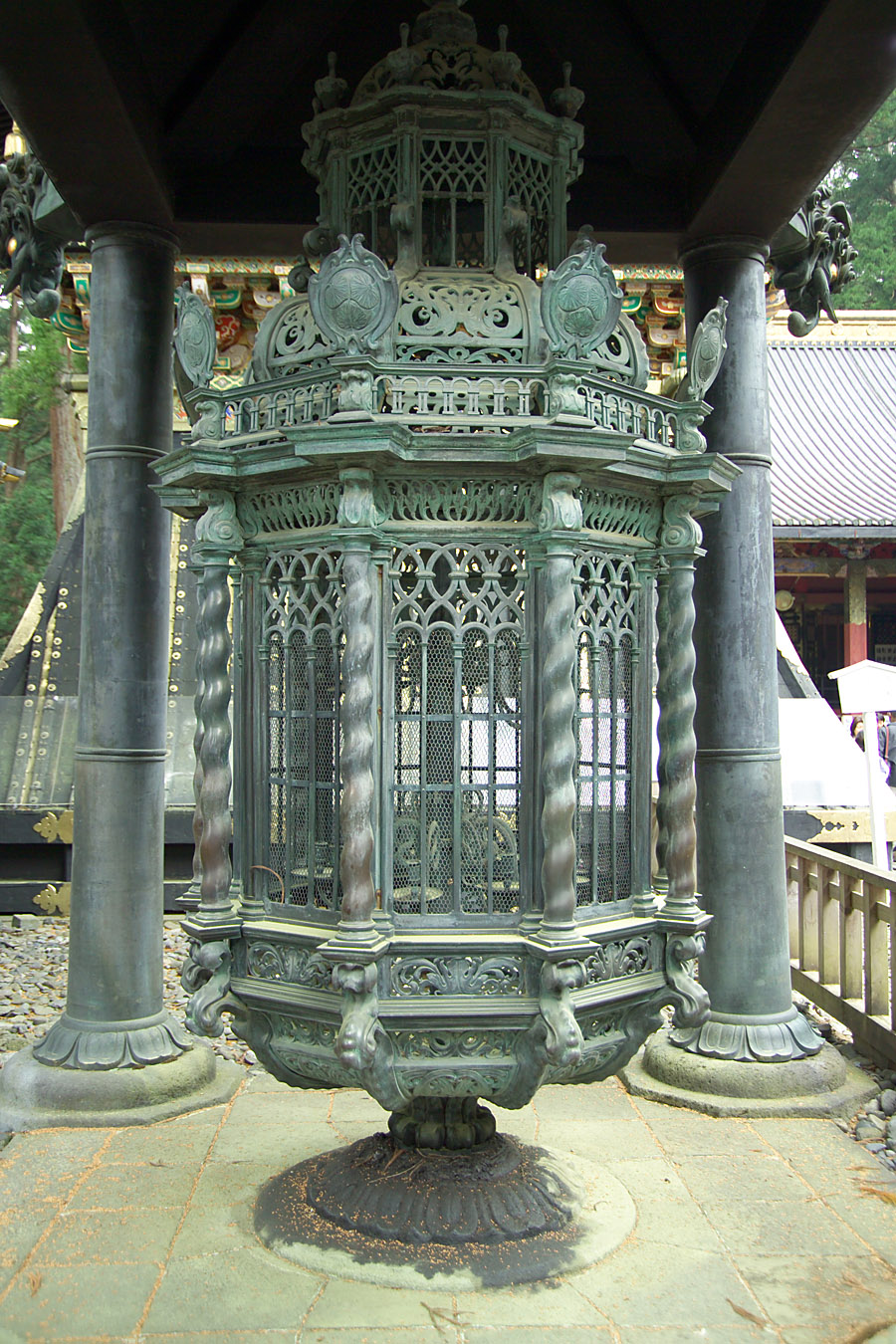
De lantaarn die Elseracq aan de shogun gaf.

Bij de geschenken die Elseracq de shogun overhandigde was een in Amsterdam gemaakte negenhoekige koperen lantaarn van drie meter hoog en een gewicht van 2000 kilo. Hij was in onderdelen vervoerd en werd in Edo weer in elkaar gezet. De lantaarn staat nog steeds bij de Yomei-poort van Tokugawa Ieyasu's mausoleum in Nikko.
Op kerstavond 24 december 1643 mochten alle Nederlanders vertrekken, zodat ze konden bewijzen dat ze die dag anders doorbrachten dan de katholieken. Tot hun verbazing was er door de shogun een nieuwe eis toegevoegd. Als er ergens op de Japanse kust een Nederlands schip aankwam moest het opperhoofd naar Edo reizen om te melden wie dat waren en wat hun doel was. Volgens de Japanners zou Elseracq toegezegd hebben dat hij als gezant van de Republiek terug zou komen om de shogun te bedanken voor de vrijlating. Toen ging de stoet op de terugreis. Oud en Nieuw werd doorgebracht bij geisha's. Negen maanden later vertrokken Hendrick Schaep en zijn mannen van de Breskens naar Batavia. Ze hadden een brief bij zich waarin stond dat de Japanners de Nederlanders nu goed hadden kunnen bestuderen en dat het in hun voordeel zou zijn. Elseracq ging eerst nog naar Formosa en Siam en daarna naar Batavia.
Elseracq werd op 5 januari 1643 lid van de Raad van Justitie in Batavia en was in het seizoen 1643-1644 opnieuw opperhoofd in Dejima. Op 18 januari 1645 werd hij admiraal van de retourvloot en keerde terug naar de Republiek.